# Neshkoro
Neshkoro est un village du comté de Marquette, dans l'État du Wisconsin, aux États-Unis. En 2020, il comptait une population de 412 habitants.